# Dunes de la Safor
Dunes de la Safor este o arie protejată (arie specială de conservare — SAC, sit de importanță comunitară — SCI) din Spania întinsă pe o suprafață de 66,08 ha, integral pe uscat.

## Localizare
Centrul sitului Dunes de la Safor este situat la coordonatele 38°58′14″N 0°08′12″W / 38.9706°N 0.1367°V.

## Înființare
Situl Dunes de la Safor a fost declarat sit de importanță comunitară în iulie 2001 pentru a proteja 1 specie de plante și 1 specie de animale. Situl a fost protejat și ca arie specială de conservare în octombrie 2020.

## Biodiversitate
Situată în ecoregiunea mediteraneană, aria protejată conține 6 habitate naturale: Dune cu vegetație ierboasă Malcolmietalia, Vegetație anuală la limita mareei, Dune de pe litoral fixate cu Crucianellion maritimae, Dune cu tufărișuri sclerofile Cisto-Lavenduletalia, Dune mobile de-a lungul țărmului cu Ammophila arenaria („dune albe”), Dune mobile cu vegetație embrionară.
La baza desemnării sitului se află mai multe specii protejate:
- plante (1): Kosteletzkya pentacarpos
- păsări (1): prundăraș de sărătură (Charadrius alexandrinus)